# Саудівська Аравія на літніх Олімпійських іграх 1988
Саудівська Аравія брала участь у Літніх Олімпійських іграх 1988 року у Сеулі (Корея) учетверте за свою історію, але не завоювала жодної медалі.

## Учасники
Нижче наведено список кількості учасників Ігор.
| Спорт           | Чоловіки | Жінки | Всього |
| --------------- | -------- | ----- | ------ |
| Стрільба з лука | 2        | 0     | 2      |
| Легка атлетика  | 6        | 0     | 6      |
| Стрільба        | 1        | 0     | 1      |
| Всього          | 9        | 0     | 9      |

## Результати по події

### Стрільба з лука
Вдруге у своїй історії Саудівська Аравія змагалася у стрільбі з лука на Олімпіаді. Країна була представлена двома спортсменами. Вони посіли 82-е і 83-е місця з 84 лучників.
| Атлет            | Змагання      | Попередній раунд | Попередній раунд | 1/8             | 1/8             | 1/4             | 1/4             | 1/2             | 1/2             | Фінал           | Фінал           |
| Атлет            | Змагання      | Рахунок          | Місце            | Рахунок         | Місце           | Рахунок         | Місце           | Рахунок         | Місце           | Рахунок         | Місце           |
| ---------------- | ------------- | ---------------- | ---------------- | --------------- | --------------- | --------------- | --------------- | --------------- | --------------- | --------------- | --------------- |
| Самір Джавдат    | Індивідуальне | 964              | 82               | Не пройшов далі | Не пройшов далі | Не пройшов далі | Не пройшов далі | Не пройшов далі | Не пройшов далі | Не пройшов далі | Не пройшов далі |
| Адель Альджабрін | Індивідуальне | 921              | 83               | Не пройшов далі | Не пройшов далі | Не пройшов далі | Не пройшов далі | Не пройшов далі | Не пройшов далі | Не пройшов далі | Не пройшов далі |

### Легка атлетика
Біг з перешкодами на 3.000 м серед чоловіків
- Мухаммед аль-Дусарі
  - Забіг — 8:45.25
  - Півфінал — 8:44.22 (→ не пройшов далі)

Метання списа серед чоловіків
- Абдул Азім Аль-Аліват
  - Кваліфікація — 56,32 м (→ не пройшов далі)